# Flabel

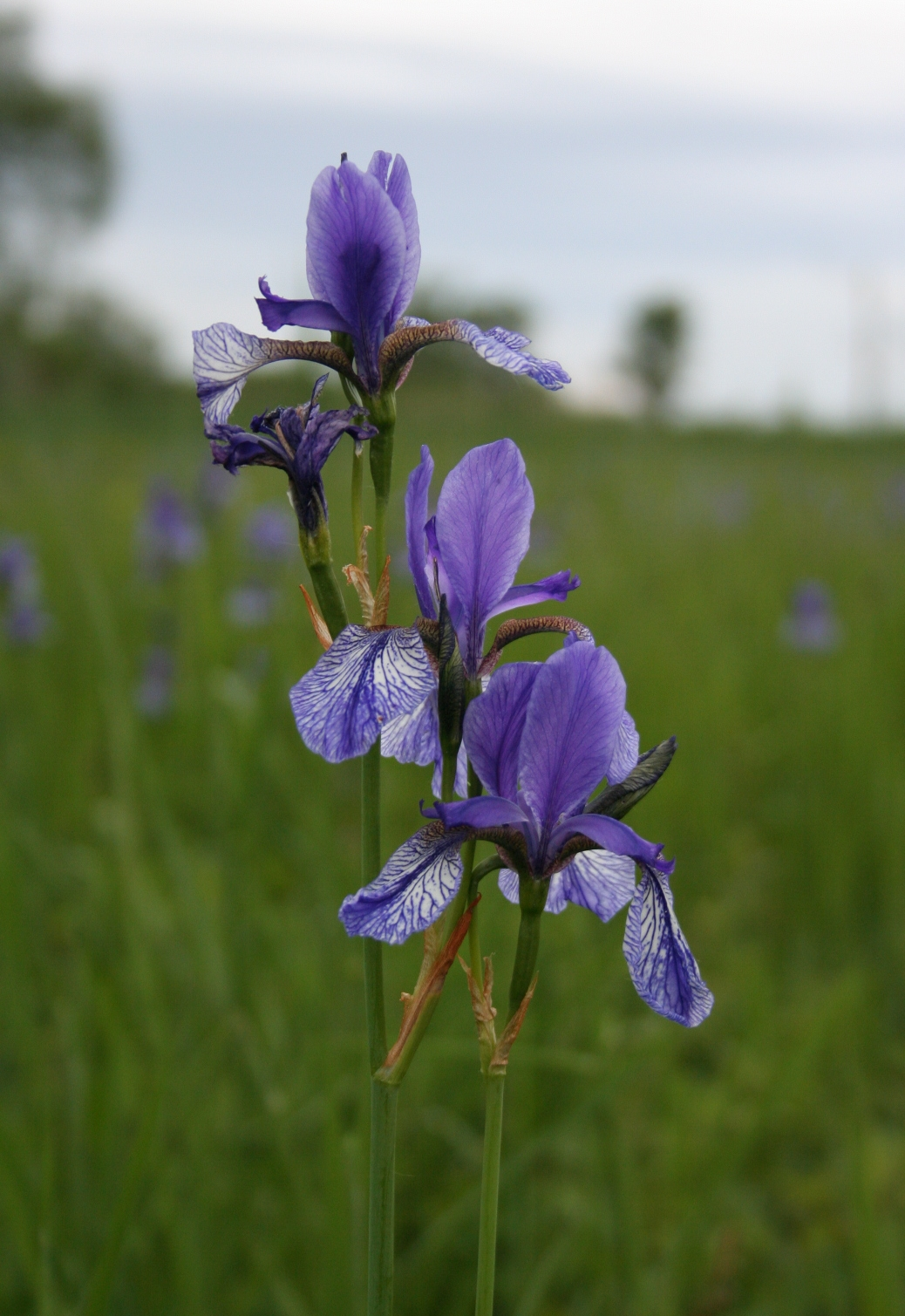
Inflorescència en flabel en Iris sibirica

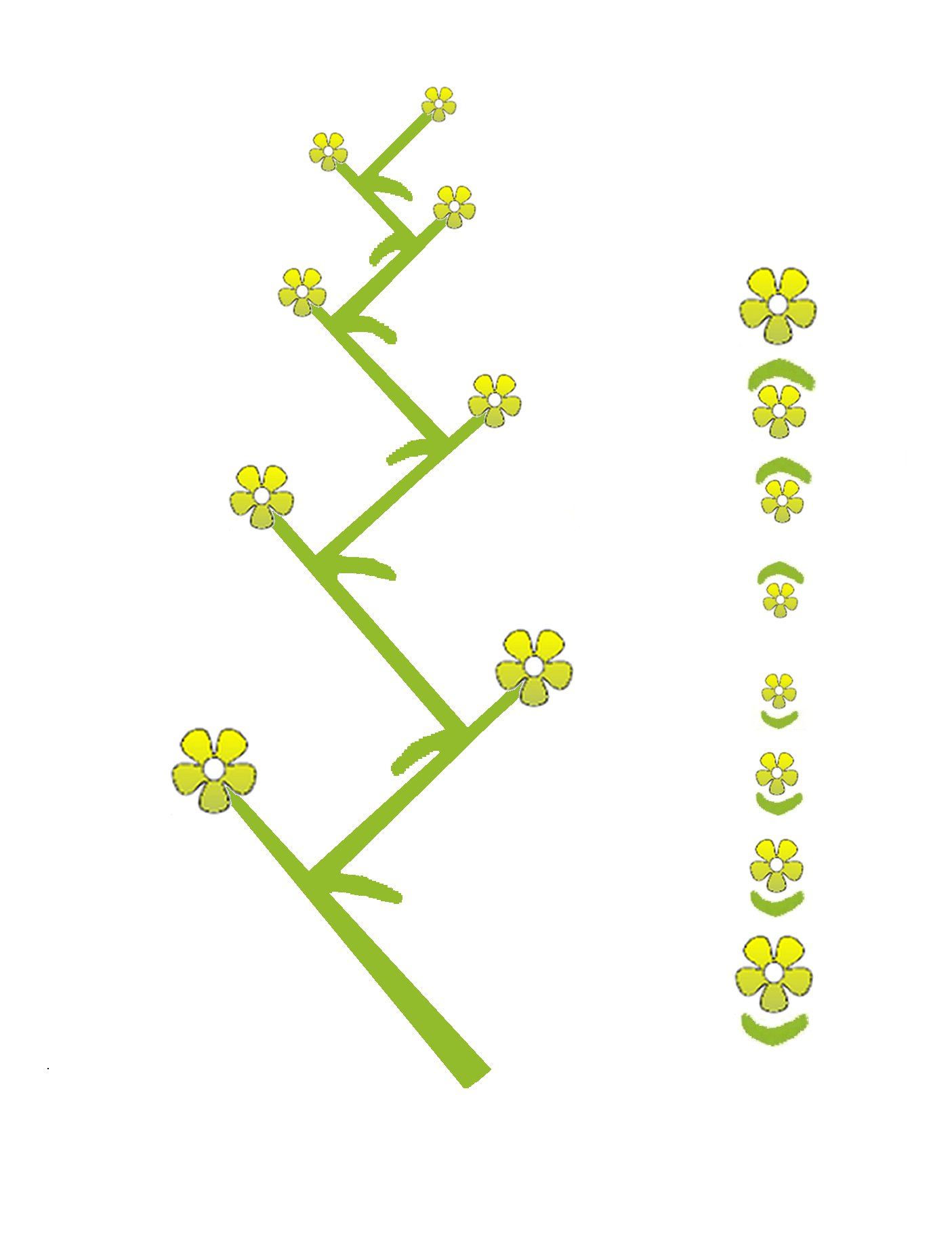
Esquema de flabel

En botànica, flabel o ripidi fa referència a un tipus d'inflorescència caracteritzada per ser un monocasi helicoidal les branquetes del qual surten alternadament, a dreta i esquerra, en un o dos plans, començant des de baix i acabant a dalt. És típic en algunes iridàcies i un bon exemple és el gènere Iris.